# Powodów Trzeci
Powodów Trzeci [pronunciación en polaco: /pɔˈvɔduf ˈtʂɛt͡ɕi/] es un pueblo ubicado en el distrito administrativo de Gmina Wartkowice, dentro del condado de Poddębice, Voivodato de Łódź, en el centro de Polonia. Se encuentra a unos 6 kilómetros al este de Wartkowice, a 12 kilómetros al noreste de Poddębice, y a 33 kilómetros al noroeste de la capital regional Łódź.